# الشام تحت حكم محمد علي باشا

## الوضع السياسي والاجتماعي في سورية قبل الحملة
كانت سورية مقسمة إلى أربع إيالات: حلب ودمشق وطرابلس وعكا. كان الوضع السياسي والاجتماعي مضطربا وفوضويا نتيجة عسف الولاة وخلافاتهم فيما بينهم، والضرائب المرهقة التي فرضوها على السكان. كانت السلطة المركزية ضعيفة، وخصوصاً في الإيالات الجنوبية البعيدة عن المركز مثل دمشق وعكا. في شباط 1831 انتفضت دمشق ضد الوالي العثماني الجديد نتيجة ضريبة فرضها على المدينة وقتل السكان الوالي سليم باشا في قلعة دمشق. كان يحكم إيالة عكا والٍ مترف وفاسد وقاسي ومتقلب المزاج اسمه عبد الله علي باشا. كان سكان نابلس حانقين على هذا الوالي الذي كان قد هاجمهم ودمر حصونهم، وكان التمرد يعم جبالها وجبال الخليل. وكان بشير الثاني الشهابي أمير جبل لبنان التابع للوالي قد تعب من نزوات ومغامرات الوالي العسكرية وأتاواته الباهظة، بينما كان سكان جبل لبنان حانقين على الاثنين معا بسبب الخلافات الأسرية التقليدية في الجبل وبسبب الفتن العائلية وتنكيل بشير بكثيرين من شيوخهم، طبعا إضافة إلى إرهاقهم بالأتاوات. كان الانكشارية في حلب أيضًا يتطلعون إلى الانتقام من السلطة المركزية التي قمعت جموحهم وعصيانهم. خضعت اسكندرون وبياس لحكم استبدادي وراثي يقوده قجق علي، بينما كانت أنطاكية تحت حكم أحد الآغاوات. تجبر الولاة وعمالهم وباكاواتهم من ممثلي الأرستقراطية الإقطاعية على الناس في كل مكان.

## بداية الحملة وحصار عكا
اتخذ محمد علي باشا من قضية دين له على والي عكا ذريعة لبدء الحملة، وفي البداية لم يحرك الباب العالي ساكنا، فقد كان مسرورا لرؤية والي عكا المشاكس يتعرض للتأديب على يد والي مصر.

## بداية التمرد الشعبي على إبراهيم باشا
نشب أول تمرد على حكم إبراهيم باشا في جبال نابلس والخليل في ربيع عام 1834 بسبب قرار بالتجنيد الإجباري وجمع السلاح. قمع التمرد بقسوة شديدة (ص 156) وحدثت كثير من الإعدامات ضد العائلات المؤثرة في نابلس مثل جرار وطوقان وبرقاوي (ص 170). تبع هذا التمرد انتفاضة أخرى قام بها المتاولة في جبال لبنان وثالثة في جبال النصيرية (ص 156).